# Union américaine de géophysique
Pour les articles homonymes, voir AGU.
L'Union américaine de géophysique (en anglais American Geophysical Union, AGU) est une organisation à but non lucratif de géophysiciens qui compte (chiffre de l'année 2004) 41 000 membres provenant de 130 pays. Les activités de l'AGU sont concentrées sur l'organisation et la dissémination de l'information scientifique dans le domaine de la géophysique, domaine interdisciplinaire et international. L'AGU divise la géophysique en quatre branches fondamentales : l'atmosphère et l'océan, la Terre solide, l'hydrologie, l'espace.

## Mission
La mission de l'AGU est
- la promotion de l'étude scientifique de la Terre et de son environnement dans l'espace, ainsi que la dissémination des résultats au public,
- la promotion de la coopération entre les organisations scientifiques impliquées dans la géophysique ou dans des disciplines connexes,
- l'initiation et la participation à des programmes de recherches géophysiques,
- l'avancée des diverses disciplines de la géophysique à travers la discussion scientifique, la publication et la dissémination de l'information.

## Histoire
L'AGU est créée en 1919 par le Conseil national de la recherche des États-Unis. Elle est affiliée à l'Académie nationale des sciences américaine en 1972. L'inscription est ouverte aux chercheurs et étudiants d'autres nationalités.

## Publications
L'AGU est l'éditeur de plusieurs revues scientifiques, comprenant le journal hebdomadaire Eos et huit journaux scientifiques de rang A (revue par les pairs), notamment Reviews of Geophysics, le Journal of Geophysical Research et le Geophysical Research Letters.

## Congrès
L'AGU a un congrès annuel à San Francisco en décembre (appelé souvent le congrès d'automne) et une assemblée conjointe avec d'autres organisations telles que la Geochemical Society, la Mineralogical Society of America, la Canadian Geophysical Union et l'Union européenne des géosciences à chaque printemps en divers endroits dans le monde. Le choix de rendre l'assemblée de printemps itinérante a été pris à la suite son déclin progressif quand elle se tenait chaque année à Baltimore. Ce nouveau cycle a débuté avec l'assemblée faite à Boston en 1998. Cette assemblée prit le nom de Joint Assembly après le congrès de Nice qui réunit en 2003 près de 13 000 géophysiciens à l'Acropolis. L'AGU soutient aussi de nombreux ateliers spécialisés qui sont orientés vers les besoins d'une discipline scientifique particulière ou d'une zone géographique donnée.

## Prix
Elle décerne le prix William-Gilbert depuis 2003.